# Afrosalvadoreños
Los afrosalvadoreños son los descendientes de los África subsahariana traídos a El Salvador a través de la trata transatlántica de esclavos durante la época colonial española.

## Historia

### Orígenes y distribución
La mayoría de los esclavos comenzaron a importarse alrededor de la década de 1540, luego de un decreto real que liberaba oficialmente a los pueblos indígenas en 1548. Los esclavos provenían de la ciudad de Santiago, en Guatemala, y luego se distribuían por Centroamérica. Así, muchas de las personas africanas que trabajaban en las zonas rurales salvadoreñas procedían de África occidental y, por lo general, como en el caso de Guatemala, de Senegambia.

### Migraciones forzadas

Una descripción de las plantaciones y asentamientos en las cercanías de San Miguel alrededor de 1685.

Los esclavos africanos llegaron al país por migración forzada. El primer esclavo llegó a El Salvador para trabajar en las haciendas, en los ingenios de cacao y añil, y en las minas de oro.[cita requerida] En San Salvador y San Miguel, muchas personas esclavizaron a los africanos, algunos de los cuales fueron enviados a lavar oro en los ríos hondureños, que era una industria importante en el siglo XVI. En 1545, se registró la suma de unos 1,500 esclavos africanos que buscaban arenas auríferas en Honduras.
La intensa riqueza del cacao de Izalco hizo de esta una de las primeras regiones en tener un número significativo de esclavos africanos debido a la gran demanda de mano de obra gratuita. Así surgieron varios enclaves de esclavos africanos en lugares como las orillas del lago de Coatepeque y en el pueblo de La Trinidad en Sonsonate, a orillas del río Cenzúnat. Las personas esclavizadas que servían como capataces en las plantaciones generalmente gozaban de la confianza de las personas que las esclavizaban y estaban destinadas a intimidar a las poblaciones indígenas para que se sometieran.
En la provincia de San Salvador, dos mil pueblos africanos se levantaron entre noviembre y diciembre de 1624, llegando tropas militantes de Comayagua (Honduras), para hacer frente al peligro de la provincia. Fue un contingente de indígenas y soldados ladinos de Zacatecoluca y Apastepeque quienes capturaron a los esclavos, los cuales fueron encontrados a orillas del río Lempa, en El Marquesado y el cerro del mismo nombre, así como aguas abajo cerca de la desembocadura. Todos los esclavos capturados fueron ejecutados en San Salvador en 1625. Esto desalentó la importación de más esclavos africanos.
Sin embargo, cuando se agotó el cacao, se utilizaron esclavos en el cultivo del añil, ya que varios decretos reales habían prohibido el uso de mano de obra indígena en los ingenios y los terratenientes necesitaban mano de obra. En consecuencia, hubo una demanda considerable de mano de obra africana en los molinos de añil, que fue proporcionada por los barcos negreros que llegaban a la costa norte, generalmente transportados por los portugueses, que tenían licencia de proveedor y permiso de introducción. A pesar de la caída posterior de la industria del añil, todavía había una gran demanda de mano de obra africana debido a las inversiones para construir ciudades salvadoreñas. Había muchos esclavos enviados a El Salvador.
Así llegó la siguiente ola de esclavos africanos que trabajaban en la industria de la construcción, particularmente al comenzar la construcción del ferrocarril en el siglo XIX, y posiblemente llegó otra ola a principios del siglo XX. Estas migraciones resultaron en lugares con población negra como San Vicente (en Verapaz), colonial San Miguel (en San Alejo), Zacatecoluca, Chinameca, y Ahuachapán en las que los africanos trabajaban en la industria del añil. Asimismo, en Atiquizaya se encontraron esclavos africanos, que participaron activamente en la revuelta de 1932. Asimismo, Nejapa en San Salvador, estuvo poblada inicialmente por mulatos.

### Milicias afrosalvadoreñas

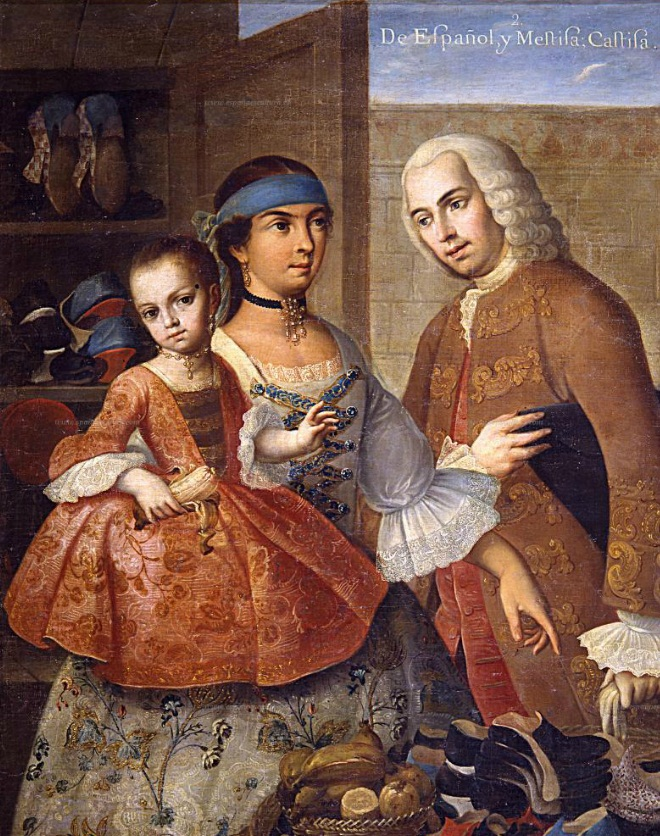
Después de la independencia, la oligarquía y el gobierno de El Salvador comenzaron a invisibilizar a la comunidad afrodescendiente, comenzaron un proceso de blanqueamiento racial.

En 1611, cuando los esclavos mulatos ayudaron a derrotar a los cimarrones de Tutale, Guatemala y El Salvador no permitieron que los afrodescendientes participaran oficialmente en las compañías de milicias. Sin embargo, los africanos y sus descendientes, incluso esclavizados, todavía habían luchado con las fuerzas españolas de vez en cuando desde la Conquista. Sin embargo, en la década de 1630, una ola de ataques contra América Central por parte de corsarios enemigos y piratas persuadió a la Audiencia a alistar a personas libres de ascendencia africana en compañías regulares de milicias, aunque segregados. En 1673 había seis Pardo compañías en Guatemala y dos en El Salvador. Pronto hubo afro-milicias en lugares como Sonsonate y en Chiquimula, Guatemala.[cita requerida]
Tras tempranas luchas contra los corsarios, las milicias pidieron la exención del Tributo Laborío, amenazando con no servir de otra manera. Por eso, varias compañías de milicias quedaron temporalmente exentas de este impuesto durante la década de 1690. Los militantes reclamaron este éxito y pronto se concedieron otras Exenciones solicitadas. Entonces, el resto de los afrodescendientes también esperaban ser relevados del tributo de Laborío, y se prepararon para enfrentar a las autoridades en el tema, rebelándose contra ellas. El ejemplo más destacado ocurrió en 1720 en San Salvador, donde había habido una rebelión de esclavos menos de un siglo antes. Cuando en los barrios mulatos corrió el rumor de que los funcionarios preparaban un nuevo censo para la Recaudación Tributo a Laborío, al menos 200 personas salieron a las calles amenazando con quemar la residencia del alcalde. Se persuadió a los alborotadores para que regresaran a casa solo después de que se les mostró la lista, que apenas contenía 40 nombres. Los funcionarios españoles, que no se atrevieron a continuar con el relato, estimaron que el número real de residentes en la ciudad que podían ser incluidos en el censo era de unos 1000.

### El progreso y el mestizaje aumentaron la población afrosalvadoreña
Aunque se sabe poco sobre los afrodescendientes de El Salvador (y Guatemala) que trabajan en el sector agrícola, varias fuentes en el último tercio del siglo XVI identifican comunidades campesinas afrosalvadoreñas en los alrededores de la ciudad de Sonsonante. Los afrodescendientes libres y los esclavos también trabajaron en la producción de añil en la costa del Pacífico de Guatemala, y especialmente de El Salvador, llegando a albergar más de 200 ingenios de añil. Los afrodescendientes solían trabajar en los ingenios, generalmente supervisando la cosecha de Xiquilite (índigo). Este proceso solo duraba uno o dos meses al año, por lo que no era rentable mantener una mano de obra permanente donde solo había trabajadores esclavizados para producir añil. Algunos dueños de molinos compraron más esclavos, algunos de los cuales eran necesarios para producir añil, mientras que otros se usaban para otras actividades, como cuidar el ganado.
Los afrodescendientes finalmente comenzaron a mezclarse con la población en general, pasando de una población puramente africana a las poblaciones mulata y zambo. Los hombres africanos eligieron fácilmente a las mujeres amerindias, para que sus hijos fueran libres. Posteriormente se aprobaron leyes que prohibían el mestizaje de las poblaciones africanas y amerindias por este motivo.
Muchos mulatos se convirtieron en terratenientes y gozaron de privilegios por ser propietarios, muchas veces en detrimento de los nativos. Varios lugares se fueron poblando de familias mulatas al asentarse en barrios prósperos, como el barrio del Ángel en La Trinidad de Sonsonate, y barrios en San Vicente, San Miguel y San Salvador. También se integraron en barrios y aldeas indígenas en haciendas y tierras reales, y luego se convirtieron en pueblos ladinos.

### Abolición de la esclavitud y más allá
Durante la Intendencia, cuando quedaban pocos africanos esclavizados, hubo reglamentos para los dueños de esclavos, por orden de la Corona a la Audiencia Real. Por ejemplo, el reglamento fue promulgado en San Miguel en septiembre de 1804. El cabildo de San Vicente de Austria y La Trinidad, en Sonsonate, también lo promulgó. La esclavitud fue prohibida en 1825, lo que convirtió a El Salvador en el tercer país en abolir la esclavitud en las Américas después de Haití y Chile. Numerosos esclavos de Belice huyeron a El Salvador, finalmente mezclándose con la población nativa.
A fines del siglo XIX, la Iglesia Católica comenzó a clasificar a la población. En 1933, General Hernández Martínez, preocupado por los acontecimientos en Europa y siguiendo el ejemplo de Adolf Hitler, redactó una ley llamada Limitaciones de Inmigración, prohibiendo la entrada de africanos, asiáticos, árabes, romaníes y muchos otros en el país. Sin embargo, instó a la inmigración de europeos del centro-norte para blanquear a la población. Estos hechos fortalecieron aún más la negación salvadoreña de las raíces africanas y los afrodescendientes desaparecieron legalmente. Sin embargo, dicha ley fue derogada por las nuevas leyes de 1959 y 1986.

## Influencia cultural

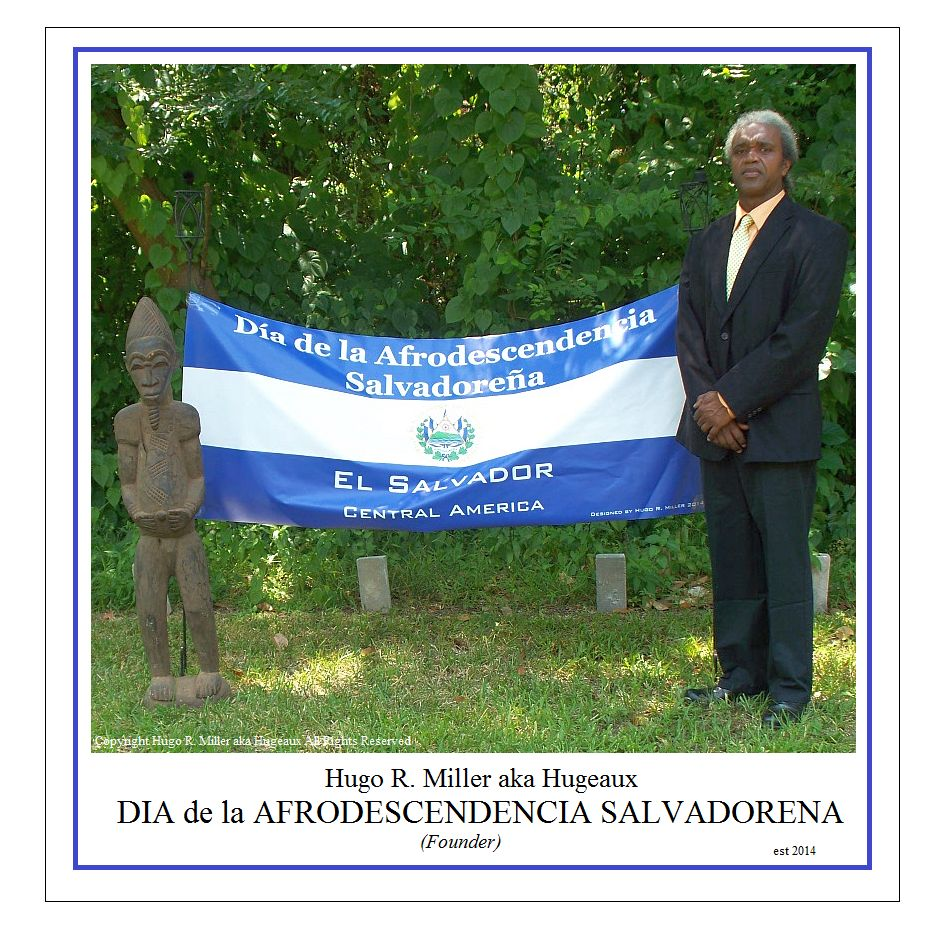
Hugo R. Miller, el fundador del Día de la Afrodescendencia Salvadoreña.

El Salvador tiene un baile llamado "Negritos de Cacaopera". En Ereguayquín, en el Departamento de Usulután, se realiza el baile de Tabales en honor a San Benito de Palermo, el santo negro. En Izalco, Sonsonate, se realiza la danza Jeu Jeu; en Tacuba, Ahuachapán, se encuentra el "baile de la Negra Sebastiana", demostrando a través de sus danzantes la llegada de los españoles con los tlaxcaltecas y a El Salvador.

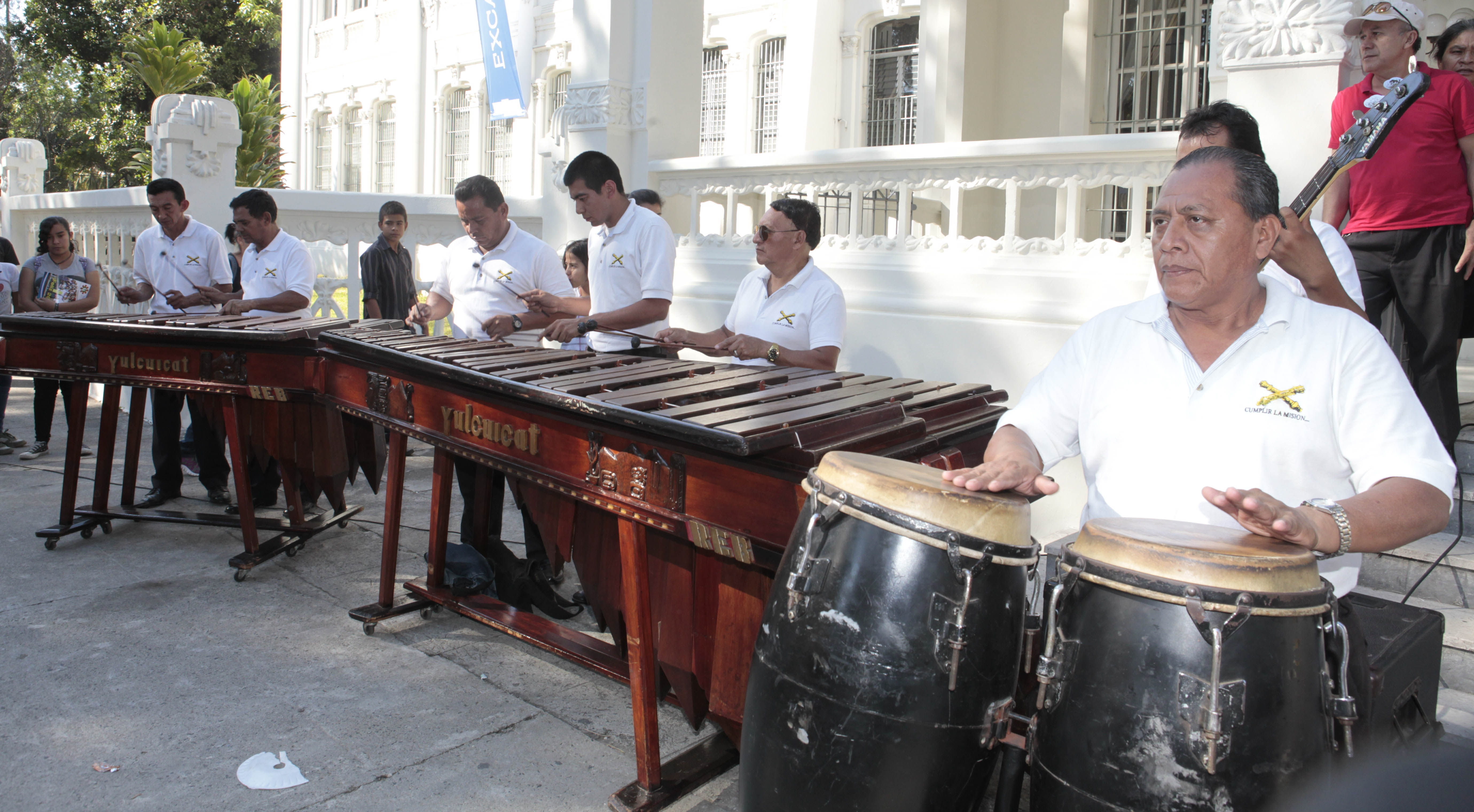
Instrumentos musicales como la Marimba y la Congas Llegaron a El Salvador a través de comercio transatlántico de esclavos.

También existe el plato chanfaina; el canasto; el instrumento marimba, algunas variantes de la religiones de la diáspora africana, y las estatuas del Cristo Negro de Portobelo esparcidas por todo el país. Por el no indígena José Simeón Cañas en 1823, las obras de Salarrué, Francisco Gavidia, David J. Guzmán, y Benjamin Saúl son también obras cultural-antropológicas que son reconocidas.